# Handicap Melodi Grand Prix 2017
Handicap Melodi Grand Prix 2017 var et arrangement for handicappede hvor 10 bands dystede om at vinde.
I første runde optrådte de 10 bands og det var publikum og juryen, der afgjorde hvilke tre bands der skulle videre til superfinalen.
| Nr | Band                           | Sang                                    | By               | Resultat |
| -- | ------------------------------ | --------------------------------------- | ---------------- | -------- |
| 1  | Sækken med Hiphoppere          | "Livet Er En Gave"                      | Odense           |          |
| 2  | Pædagogfri Zone                | "Et Nyt Sted"                           | Nykøbing Falster |          |
| 3  | Hitpatruljen                   | "Forår"                                 | Skanderborg      | Top 3    |
| 4  | Klub Næstved                   | "I Klub Næstved Er Der Altid Kærlighed" | Næstved          |          |
| 5  | Krudtuglerne                   | "Tag Ja Hatten På"                      | Faxe             | Top 3    |
| 6  | Jeanette & Rødderne fra Åbyhøj | "Kun Os To"                             | Århus            |          |
| 7  | Solbanden                      | "Hvor Verden Ender"                     | Holbæk           | Top 3    |
| 8  | The Paragraphs                 | "Jeg Går Alene"                         | Hellerup         |          |
| 9  | White Stars                    | "Hæng Ud"                               | Hvidovre         |          |
| 10 | Brangstrup All Stars           | "Alarm Ring Igen"                       | Ringe            |          |

## Superfinale
I Superfinalen skulle de tre bands optræde igen, og her var det juryen der skulle bestemme hvem der skulle vinde.
| Nr | Band         | Sang                | By          | Placering |
| -- | ------------ | ------------------- | ----------- | --------- |
| 1  | Solbanden    | "Hvor Verden Ender" | Holbæk      | 3         |
| 2  | Hitpatruljen | "Forår"             | Skanderborg | 2         |
| 3  | Krudtuglerne | "Tag Ja Hatten På"  | Faxe        | 1         |

 Der er for få eller ingen kildehenvisninger i denne artikel, hvilket er et problem. Du kan hjælpe ved at angive troværdige kilder til de påstande, som fremføres i artiklen.